# Goffertstadion

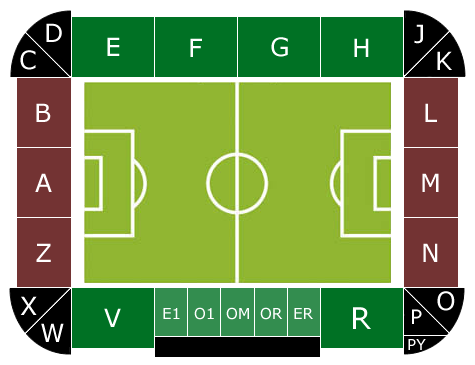
Plattegrond van het stadion. Vak B wordt gebruikt voor supporters van de bezoekende club

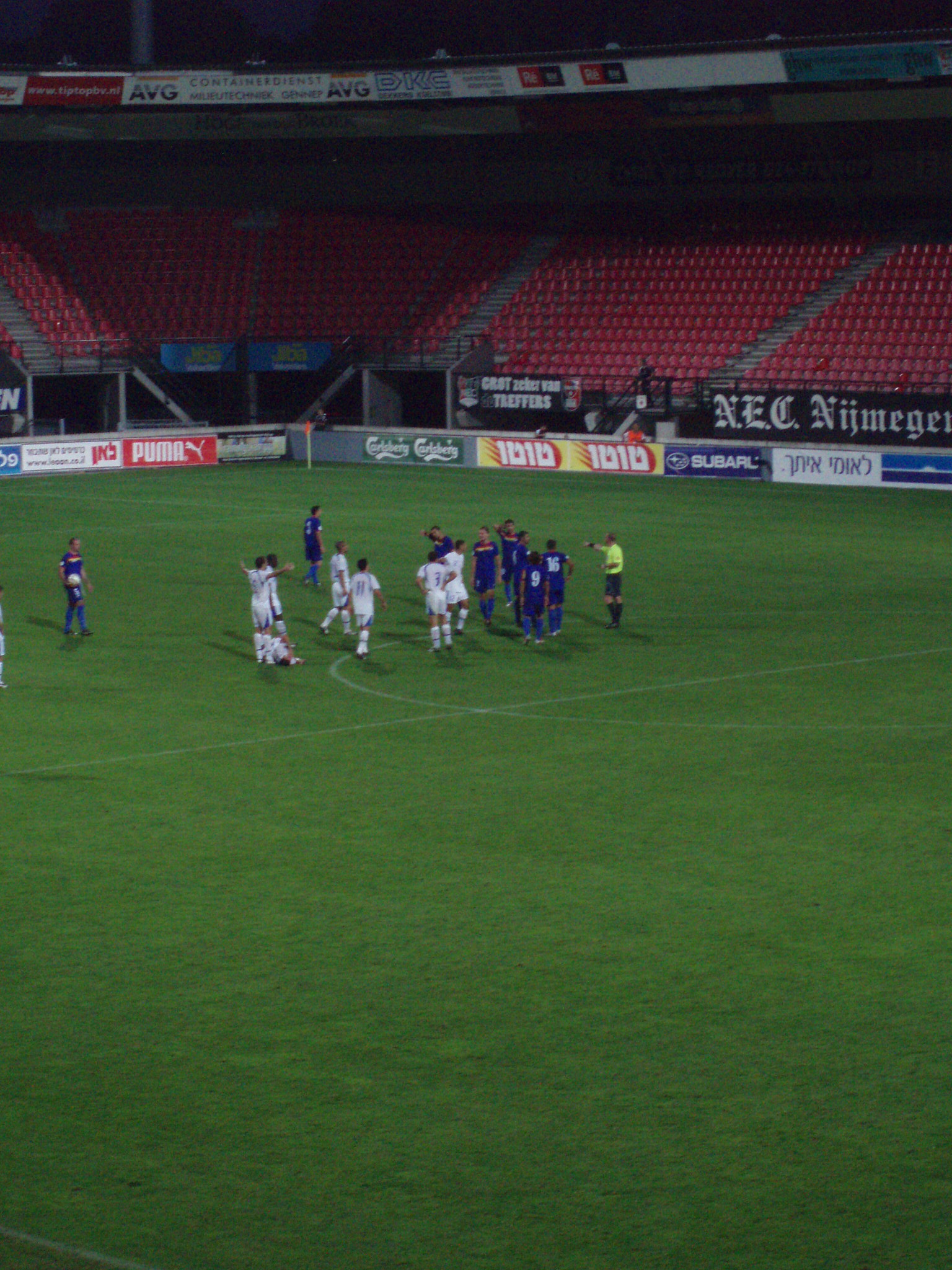
Israël - Andorra 6 september 2006

Het Goffertstadion (Stadion De Goffert) is een voetbalstadion in de Nederlandse stad Nijmegen. Het is het thuisstadion van voetbalclub N.E.C.. Het stadion ligt in het Goffertpark in de wijk Goffert. Zowel het park als het stadion wordt De Goffert genoemd. Het stadion heeft De Bloedkuul als bijnaam.
Het stadion was in het verleden het toneel van verschillende wedstrijden, zoals motorcross, honkbal, schaatsen, windhonden, handballen, atletiek, gymnastiek, rugby, autospeed, baanwielrennen en paardensport. Sinds 2000 wordt het stadion qua sportaangelegenheden met name gebruikt voor voetbalwedstrijden van N.E.C.. Ook werd de officiële opening van de Nijmeegse Vierdaagse, de Vlaggenparade, tussen 1951 en 2011 in het stadion gehouden.

## Geschiedenis
Het oorspronkelijke stadion, naar ontwerp door D. Monshouwer, werd op 8 juli 1939 geopend door prins Bernhard. Het stadion werd in de jaren 30 tijdens de verplichte werkverschaffing door duizenden werkloze Nijmegenaren uitgegraven, waarbij 80.000 kubieke meter grond verplaatst werd. Dit gaf het stadion de bijnaam 'De Bloedkuul', vanwege de moeite in bloed, zweet en tranen die het handmatig uitgraven en bouwen kostte. Ter herinnering hieraan is aan de achterzijde van het stadion een enorme spade met inscriptie te vinden. Op het moment van oplevering was het stadion qua capaciteit het derde stadion van Nederland, na het Olympisch Stadion en Stadion Feijenoord.
Zowel N.E.C. als Quick 1888 kwamen in aanmerking om bespeler van het stadion te worden. Beide clubs weigerden omdat ze dan huur moesten betalen en al een accommodatie op de Hazenkamp hadden (bijna naast elkaar). N.E.C. kon op de Hazenkamp al 12.000 toeschouwers plaats bieden.
Op 29 maart 1942 speelden N.E.C. en Quick hun eerste wedstrijd in het stadion, waarop 15.000 toeschouwers afkwamen, tegen elkaar. De clubs weigerden een verhuizing. In 1944 werd een van de kantoor/bestuursruimtes gebruikt als klaslokaal voor de 1e klas van de Lourdesschool aan de St.Jacobslaan. In 1944 moest N.E.C. de oude locatie verlaten door oorlogsschade, alsook omdat het terrein een geallieerd legerkamp was geworden. Vanaf het seizoen 1945/46 werd N.E.C. de vaste bespeler van het stadion.
In 1949 werd in De Goffert de allereerste Nederlandse Super Cup wedstrijd gespeeld tussen landskampioen SVV en bekerwinnaar Quick Nijmegen. SVV won met 2-0.
Sinds 1951 werd - tot 2012 - de traditionele opening van de Nijmeegse Vierdaagse, de Vlaggenparade genoemd, in het stadion gehouden.
In het seizoen 1957/58 werd de beslissingswedstrijd om het kampioenschap van Nederland in De Goffert gespeeld. DOS versloeg SC Enschede met 1-0 na verlenging.
In 1968 werd met een aantal van 32.000 toeschouwers tijdens de competitiewedstrijd N.E.C. - AFC Ajax het hoogste aantal bezoekers ooit bereikt.
Op 19 mei 1977 werd de finale van de KNVB beker in Nijmegen gespeeld. FC Twente versloeg FC Zwolle met 3-0.
In 1978 werd het stadion door het Nederlands voetbalelftal gebruikt om een kwalificatiewedstrijd voor het EK voetbal 1980 te spelen.
In oktober 1983 ontving N.E.C. in het stadion FC Barcelona in verband met een Europacup II wedstrijd (2-3 nederlaag), die wordt gezien als de belangrijkste wedstrijd die in het stadion is gespeeld.
In mei 1993 werd De Goffert door de aartsrivaal van N.E.C., Vitesse uit Arnhem, dat destijds over een veel kleiner stadion beschikte, gebruikt om twee "thuiswedstrijden" te spelen. Op 16 mei 1993 tegen Feyenoord (1-1) en op 23 mei 1993 tegen PSV (1-0). Deze nederlaag kostte PSV uiteindelijk de landstitel ten faveure van Feyenoord. Op laatstgenoemde wedstrijd kwamen ruim 20.000 toeschouwers af. 
In de jaren '90 was de capaciteit van het stadion flink teruggelopen. Door veiligheidsmaatregelen van zowel de KNVB als de UEFA bleven er nog maar 5.000 beschikbare plaatsen over. Door maatregelen werd dit aantal weer opgeschroefd tot 10.000, maar een structurele oplossing bleef noodzakelijk en werd in 1998 besloten tot een complete renovatie van het stadion. Medio 1999 begon men met het slopen van de oude Goffert.

### Jaren 2000
Op dinsdagavond 25 januari 2000 werd het geheel vernieuwde stadion De Goffert feestelijk geopend met een spectaculaire lasershow en een vriendschappelijk wedstrijd tussen N.E.C. en RSC Anderlecht, die door de thuisclub met 3-1 werd gewonnen. Het vernieuwde stadion heeft een toeschouwerscapaciteit van 12.500 en ligt volledig binnen de wal waarop het oude stadion gebouwd was. De veiligheid in dit nieuwe stadion wordt verhoogd doordat de toeschouwers van het veld gescheiden zijn door een zogenaamde 'gracht', die gebruikt wordt om de tribunes te bestijgen. Tijdens de wedstrijd wordt deze bemand door voetbalstewards, om toezicht te houden op het publiek.
Van medio 2005 tot en met juni 2011 droeg het stadion de naam McDOS Goffertstadion, met de ICT-sponsor McDOS als toevoeging in de naam. De naam van het stadion is nooit formeel door de gemeenteraad vastgesteld. Het stadion was eigendom van de gemeente Nijmegen die het verhuurde aan N.E.C. 
Op 6 september 2006 speelden het Israëlisch voetbalelftal en het Andorrees voetbalelftal een kwalificatiewedstrijd voor het EK 2008 in het Goffertstadion, omdat het de Israëliërs niet was toegestaan een thuiswedstrijd op Israëlische bodem te spelen.
In juni 2007 werd het stadion gebruikt voor een aantal wedstrijden om het EK voetbal onder 21 2007. 

### Tegenwoordig
Bij aanvang van het seizoen 2011/12 werd vak K omgedoopt tot het sfeervak '080'. Dit getal is het oude netnummer van Nijmegen. Het vak bevat weliswaar tribunestoelen zonder rugleuning, maar wordt gebruikt als staantribune. Ook verdwenen er 100 plaatsen van het uitvak om de capaciteit van vak A met 100 plaatsen te verhogen.
Op 20 december 2011 werd er door het college van B&W van de gemeente Nijmegen besloten om het plan van het "Huis van Topsport" in de ijskast te zetten. Er was wel voldaan aan de eisen die de gemeente stelde, maar er was geen steun van de medische kant.
Op 2 januari 2012 brandde het businessdeel van het stadion uit. De tribunes bleven ongeschonden. De brand werd even na 7:30 uur ontdekt door een schoonmaakster. Iets na 9:00 uur werd het sein "brand meester" gegeven.
Op 30 januari 2016 werd de perstribune vernoemd naar Jaap van Essen, sportverslaggever bij De Gelderlander. Op 29 september 2017 werd de korte zijde, links van de hoofdtribune, naar Ron de Groot vernoemd.
Op zondag 17 oktober 2021, zakte het voorste deel van het uitvak in, door hossende Vitesse supporters, na afloop van de wedstrijd N.E.C - Vitesse (0-1). Bij nader onderzoek bleek het stadion structureel onveilig te zijn en werd het tot nader order gesloten. Eerder onderzoek maakte duidelijk dat er een fout in de berekening van de wapening van het bewuste tribunevak zat. Vervolgonderzoek toonde aan dat veel van de overige tribunedelen dezelfde tekortkomingen hebben. Ook de nok waarmee hogere tribune-elementen rusten op lager gelegen tribune-elementen is niet geschikt als primaire draagconstructie. Getroffen voorzieningen maakten het mogelijk dat in 2022 wedstrijden weer in aanwezigheid van publiek gespeeld konden worden. Voor het herstel van het ingestorte tribunedeel is een stalen constructie gerealiseerd die is volgestort met beton. De eerste thuiswedstrijd na de oplevering van het tribunedeel voor de supporters van de bezoekende club vond op 7 augustus 2022 plaats tegen FC Twente.
In juni 2025 is het stadion aangekocht door N.E.C. van de gemeente voor een bedrag van 6,5 miljoen euro. De club is momenteel bezig met verbouwingsplannen die de capaciteit moeten ophogen naar 17500 á 20000 plaatsen met een volledig generoveerd en uitgebreid hoofdgebouw.

## Interlands

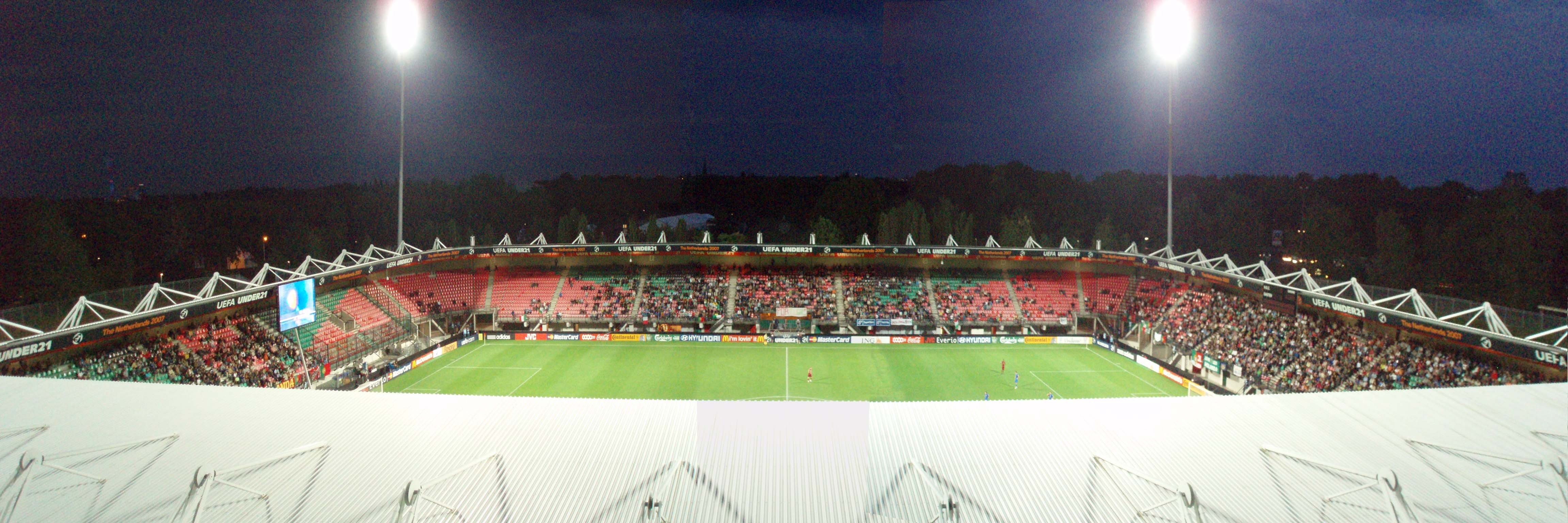
Panoramafoto

| #  | Datum             | Wedstrijd                     | Uitslag | Competitie        |
| -- | ----------------- | ----------------------------- | ------- | ----------------- |
| 1. | 3 september 1975  | Nederland – Finland           | 4 – 1   | EK-kwalificatie   |
| 2. | 31 augustus 1976  | Nederland – IJsland           | 4 – 1   | WK-kwalificatie   |
| 3. | 20 september 1978 | Nederland – IJsland           | 3 – 0   | EK-kwalificatie   |
| 4. | 6 september 2006  | Israël – Andorra              | 4 – 1   | EK-kwalificatie   |
| 5. | 13 november 2017  | Venezuela - Iran              | 0 - 1   | Vriendschappelijk |
| 6. | 28 november 2017  | Nederland (vrouwen) – Ierland | 0 – 0   | WK-kwalificatie   |

Bijgewerkt t/m 13 november 2017
Abe Lenstra Stadion (sc Heerenveen) ·
De Adelaarshorst (Go Ahead Eagles) ·
AFAS Stadion (AZ) ·
BUKO Stadion (Telstar) ·
Erve Asito (Heracles Almelo) ·
Euroborg (FC Groningen) ·
Stadion Feijenoord (Feyenoord) ·
Fortuna Sittard Stadion (Fortuna Sittard) ·
Stadion Galgenwaard (FC Utrecht) ·
De Goffert (N.E.C.) ·
De Grolsch Veste (FC Twente) ·
Johan Cruijff ArenA (Ajax) ·
Het Kasteel (Sparta Rotterdam) ·
Kras Stadion (FC Volendam) ·
MAC³PARK stadion (PEC Zwolle) ·
Philips Stadion (PSV) ·
Rat Verlegh Stadion (NAC Breda) ·
Woudestein (Excelsior Rotterdam)
AFAS Trainingscomplex (Jong AZ) ·
Frans Heesen Stadion (TOP Oss) ·
GelreDome (Vitesse) ·
De Geusselt (MVV Maastricht) ·
GS Staalwerken Stadion (Helmond Sport) ·
De Herdgang (Jong PSV) ·
Jan Louwers Stadion (FC Eindhoven) ·
Seacon Stadion - De Koel - (VVV-Venlo) · 
Koning Willem II Stadion (Willem II) ·
Kooi Stadion (SC Cambuur)  · 
Mandemakers Stadion (RKC Waalwijk) ·
De Oude Meerdijk (FC Emmen) ·
M-Scores Stadion (FC Dordrecht) ·
Parkstad Limburg Stadion (Roda JC Kerkrade) ·
De Toekomst (Jong Ajax) ·
De Vijverberg (De Graafschap) ·
De Vliert (FC Den Bosch) ·
WerkTalent Stadion (ADO Den Haag) · 
Yanmar Stadion (Almere City FC) ·
Sportcomplex Zoudenbalch (Jong FC Utrecht)
AFAS Trainingscomplex (AZ Vrouwen) ·
WerkTalent Stadion (ADO Den Haag Vrouwen) ·
Het Diekman (FC Twente Vrouwen) ·
Heksenwiel (NAC Breda Vrouwen) ·
De Herdgang (PSV Vrouwen) ·
BUKO Stadion (Telstar Vrouwen) ·
Skoatterwâld (sc Heerenveen Vrouwen) ·
De Vegtlust (PEC Zwolle Vrouwen) ·
De Toekomst (Ajax Vrouwen) ·
Woudestein (Excelsior Vrouwen) ·
Varkenoord (Feyenoord Vrouwen) ·
Zoudenbalch (FC Utrecht Vrouwen)
Alkmaarderhout (Alkmaar '54/AZ '67/AZ) ·
Amsterdamsestraatweg (Elinkwijk) ·
De Baandert (Sittardia/FSC/Fortuna Sittard) ·
Beatrixstraat (NAC) ·
De Berckt (SC Venlo'54/VVV) ·
Berg & Bos (AGOVV/AGOVV Apeldoorn) ·
Birkhoven (SC Amersfoort/HVC) ·
De Blauwe Kei (Baronie) ·
Bornsestraat (Heracles/SC Heracles '74) ·
De Boschpoort (MVV) ·
Botenlaan (Brabantia) ·
De Braak (Helmondia '55/Helmond Sport) ·
Brasserskade (DHC) ·
Breestraat (KFC/FC Zaanstreek) ·
Buiksloterbanne (De Volewijckers) ·
Cambuurstadion (SC Cambuur/Leeuwarden) ·
Damlaan (Hermes DVS) ·
Het Diekman (Sportclub Enschede/FC Twente) ·
Duinhorst (Den Haag/Flamingo's '54) ·
Esserberg (Be Quick) ·
Fatimastraat (Baronie) ·
FC Twente-trainingscentrum (FC Twente Vrouwen) ·
Stadion Feijenoord (SVV) ·
Floreslaan (Fortuna Vlaardingen/FC Vlaardingen '74) ·
Fortuna Sittard Stadion (Fortuna Sittard Vrouwen) ·
Frankelandsedijk (SVV) ·
Galgenwaard (DOS/Velox) ·
Gemeentelijk Sportpark Hilversum (SC 't Gooi/SC Gooiland/Hilversum) ·
Gemeentelijk Sportpark Tilburg (Willem II/NOAD) ·
Haarlemstadion (HFC Haarlem) ·
Harga (Hermes DVS/SVV) ·
Heekpark (SC Enschede/Enschedese Boys) ·
Heekstraat (Rigtersbleek) ·
Heerlenersteenweg (Juliana) ·
De Heikant (Achilles '29/Achilles '29 Vrouwen) ·
Het Heuveltje (Oldenzaal) ·
Hoornseveld (ZFC) ·
Houtrust (Holland Sport/SHS) ·
Houtsdonk (Helmond) ·
Industriestraat (NOAD) ·
Irislaan (VC Vlissingen/VCV Zeeland) ·
Jonkerbergstraat (Roda Sport) ·
Kaalheide (Rapid '54/Rapid JC/Roda JC/Roda JC Vrouwen) ·
Het Kasteel (Xerxes) ·
Kikkerpolder (UVS) ·
De Koeburg (Zeist) ·
Koning Willem II Stadion (Willem II Vrouwen) ·
Koningsweg (Velox) ·
De Koel (VVV-Venlo Vrouwen) ·
De Koog (FC Zaanstreek) ·
De Kraal (VVV/FC VVV) ·
Krommedijk (D.F.C./DS '79/SVV/Dordrecht '90) ·
J.H. Kruisstraat (Heerenveen/sc Heerenveen) ·
Laan van Vollering (DHC) ·
De Langeleegte (SC Veendam) ·
Leenderweg (De Valk) ·
Liesbosweg (Utrecht) ·
't Lood (AZ Vrouwen) ·
De Luiten (RBC) ·
Oosterenkstadion (Zwolsche Boys/PEC Zwolle) ·
Oosterpark (GVAV/Oosterparkers/FC Groningen) ·
Mauritsstadion (Fortuna '54/FSC) ·
De Meer (Ajax) ·
Mosveld (De Volewijckers) ·
Nieuw-Monnikenhuize (Vitesse) ·
Noordersportpark (EDO) ·
Olympia (RKC Waalwijk) ·
Olympisch Stadion (Blauw-Wit/Amsterdam/DWS/FC Amsterdam) ·
Olympisch Stadion (bijveld) (Blauw-Wit/DWS/FC Amsterdam) ·
De Planeet (SC Drente/Zwartemeer) ·
RBC-Stadion (RBC) ·
Reeweg (Emma) ·
Rolduckerstraat (Kerkrade/Roda Sport) ·
Rozenoord (DOSKO) ·
Sittardia-terrein (Sittardia) ·
Schoonenberg (Stormvogels/VSV/Telstar Vrouwen) ·
Spaarndammerdijk (DWS) ·
Straatweg (EBOH) ·
Aan de spoorbrug (LONGA) ·
Sportparklaan (RCH) ·
Stadspark (Velocitas) ·
Thomassen-terrein (Rheden) ·
Veemarktterrein (FC Utrecht) ·
Veldwijk (Twentse Profs/Tubantia) ·
Venweg (Limburgia) ·
De Vliert (BVV) ·
Volkspark (Enschedese Boys) ·
De Vrolijkheid (PEC Zwolle/Zwolsche Boys) ·
Wageningse Berg (Wageningen/FC Wageningen) ·
Walvisstraat (ONA) ·
Wassenaarseweg (UVS) ·
Westzanerdijk (ZFC) ·
De Wolfsdonken (Wilhelmina) ·
Xerxesweg (Xerxes) ·
Zuidendijk (EBOH) ·
Zuiderpark (ADO Den Haag)